# 博利瓦爾縣 (卡爾奇省)
博利瓦爾縣（西班牙語：Cantón Bolívar），是厄瓜多爾的縣份，位於該國北部，由卡爾奇省負責管轄，面積353平方公里，海拔高度2,980米，2001年人口13,898，人口密度每平方公里39.37人。